# 贡山鹅耳杨
贡山鹅耳杨（学名：Carpinus viminea var. chiukiangensis）为桦木科鹅耳枥属下的一个变种。

## 扩展阅读
- 維基物種上的相關：贡山鹅耳杨